# Louis Honoré Lejeans
Louis Honoré Lejeans est un négociant et homme politique français né le 29 mai 1734 à Marseille et décédé le 14 mars 1802 à Paris.

## Biographie
Négociant à Marseille, associé à son frère Lazare Lejeans, il est député du tiers-état aux états généraux de 1789 pour la sénéchaussée de Marseille.
Frère de Lazare Lejeans, il épouse Marie-Jeanne Clary, fille de François Clary. Veuve, elle se remarie au baron Joseph Pézenas de Pluvinal.

## En savoir plus